# Сражение при Монтиш-Кларуше
Сражение при Монтиш-Кларуше (порт. Batalha de Montes Claros), произошедшее 17 июня 1665 года, стало знаменитой военной победой Португалии над Испанией, позволившей перейти к переговорам и успешно закончить Войну за независимость Португалии.
После 25 лет войны испанский двор ещё продолжал считать, что португальское восстание может быть прекращено только захватом крупного португальского города или полным уничтожением португальской армии. Луис де Бенавидес и Каррильо, маркиз Карасена, ветеран кампаний в Италии и Нидерландах, был назначен руководить новым вторжением в Португалию. Карасена планировал положить конец войне, захватив столицу Португалии Лиссабон. 25 мая армия Карасены двинулась в Португалию. Она без сопротивления взяла Борбу после того, как ее покинул португальский гарнизон. Затем была осаждена Вила-Висоза. Испанцы взяли город, но не сумели захватить цитадель и осадили её.
Основные силы португальской армии под командованием Антониу Луиша ди Менезиша двинулись навстречу испанским войскам, окружавшим цитадель в Вила-Висоза, но остановились в Монтиш-Кларуше, на полпути между Вила-Висоза и Эштремошем. К этому времени Карасена потерял много людей, так как нападения португальских ополченцев нанесли тяжелый урон его линиям снабжения. Когда ему сообщили, что силы Менезиша наступают на него, Карасена решил вступить в бой с португальцами.
Две армии расположились на небольшой равнине, зажатой между горами. Оба разместили свою артиллерию на возвышенностях. Местность вынудила Карасену разделить свои силы на две части: пехоту справа и кавалерию слева. Именно так и приказал атаковать, зная, что у португальцев позади узкие горы.
Однако Менезиш понял его намерения, очень быстро переместил свою артиллерию на удобную высоту, откуда она могли вести огонь по идущей с равнины испанской кавалерии. Сражение началось с обстрела испанской артиллерией португальских позиций, открыв бреши в первой линии пехоты. Испанцы рассчитывали на силу своего конного удара и провели первую атаку, отбитую португальцами; атаковали снова, но были отбиты во второй раз огнем португальской артиллерии. Затем Карасена приказал провести массированную третью атаку, включив в неё как кавалерию, так и пехоту. Третья атака переросла в рукопашный бой. Вскоре испанская пехота и кавалеристы оказались тесно прижаты друг к другу, став легкой мишенью для португальской артиллерии, в то время как испанские пушки вскоре были вынуждены прекратить стрельбу из опасения поразить своих людей.
Не сумев прорвать оборону Менезиша, Карасена начал медленно отходить на север. После 7 часов ожесточенных боев португальцы начали контратаку. Португальская кавалерия, которая до этого момента не участвовала в сражении, атаковала и преодолела ослабленный левый фланг испанской армии, которая начала разваливаться и в беспорядке бежала в сторону Журоменьи, откуда в тот же день перешла в Бадахос, в Испанию, оставив всю свою артиллерию и множество убитых и раненых. Тысячи испанских солдат были взяты в плен, в том числе восемь испанских генералов.
Победа при Монтиш-Кларуше стала последним крупным сражением войны и позволила три года спустя подписать Лиссабонский мирный договор, по которому испанский король Карл II, наконец, после 28 лет войны, признал права дома Браганса на португальский трон.